# Richard Schirrmann
Pour les articles homonymes, voir Schirmann.
Richard Schirrmann, né à Grunenfeld (Prusse-Orientale) le 15 mai 1874 et décédé à Grävenwiesbach (Hesse) le 14 décembre 1961, est un instituteur allemand, connu pour avoir été l'initiateur du concept de l’auberge de jeunesse.

## Biographie
Dès 1907, alors qu'il est instituteur dans la Ruhr, il prend l'initiative de transformer sa classe en dortoir pour accueillir des groupes de jeunes pendant les congés scolaires. En 1911 il crée la première auberge de jeunesse, au château d'Altena en Westphalie, grâce à des aides reçues pour encourager son projet. Schirrmann projette d'accueillir, moyennant une participation minime, principalement des enfants, mais bientôt des adolescents, puis des étudiants et de jeunes ouvriers utilisent les facilités offertes.
L'idée se développe et se répand dans d'autres pays, d'abord en Scandinavie et en Europe centrale, puis après la Première Guerre mondiale au Royaume-Uni et aux États-Unis. C'est Marc Sangnier qui sera le pionnier des auberges de jeunesse en France à partir de 1929.
Le mouvement qui se construit est laïc et reprend plusieurs éléments au scoutisme, lui aussi en plein essor : la vie en collectivité au grand air, l'autogestion éducative, mais, contrairement à lui, se teinte d'influences communistes et socialistes, voire anarchistes. Les auberges de jeunesse sont aussi, dans l'entre-deux-guerres, un important foyer pacifiste. Par la suite, il perdra son orientation politique et ne gardera que son orientation de mouvement de loisir.